# Narodowe Muzeum Przyrody i Nauki
Narodowe Muzeum Przyrody i Nauki (jap. 国立科学博物館 Kokuritsu Kagaku Hakubutsukan; w skrócie Kahaku - 科博) – japońskie muzeum położone w Tokio w północno-wschodniej części Parku Ueno.
Muzeum zostało otwarte w 1871 roku. Jego nazwa zmieniała się kilkukrotnie: Muzeum Ministerstwa Edukacji, Muzeum Tokijskie, Tokijskie Muzeum Nauki, Narodowe Muzeum Nauki Japonii. Obecna nazwa, Narodowe Muzeum Przyrody i Nauki, funkcjonuje od 2007 roku. Placówka została wyremontowana w latach 90. XX w. i na początku XXI w. Prezentuje liczne wystawy z zakresu historii naturalnej oraz interaktywne doświadczenia naukowe, a także wystawy poświęcone nauce japońskiej sprzed okresu Meiji.

## Oddziały badawcze
- Ogród Botaniczny Tsukuba